# Skriftkloge
Skriftkloge (hebr: sofer, græsk: grammateús) var en stand på Jesu tid, der var opstået i Israel efter det babylonske eksil, og hvis medlemmer bestod af mænd, der var uddannet i de hellige skrifter (Det Gamle Testamente) og i særdeleshed Moses' lov – Torah. Ordet "skriftklog" bruges enkelte gange før eksilet (2 Sam 8,17;20,25) om en statsskriver, men ellers er den første, som bliver kaldt skriftlærd Ezra, da han var velbevandret i Moses' lov (Ezra 7,6).

## Samfundsmæssig rolle
Som datidens akademikere fik de efterhånden en vigtig rolle i at tolke loven teologisk og juridisk. De fleste jøder anså dem som lovgivere, fordi det, de besluttede, blev gældende ret. De love kom efterhånden til at dække alle tænkelige situationer. Med tiden, da jøderne begyndte at tale aramæisk, blev de også nødt til at oversætte og  forklare de hellige, hebraiske tekster.
De skriftkloge havde også til opgave at undervise i lovens bestemmelser og i de afgørelser, som berømte lærere i fortiden havde truffet (de gamles overleveringer se Mark 7,3 og 7,5).
Uddannelsen begyndte i 15-årsalderen og varede 12 år med læsninger af fortolkninger af Skriften (senere samlet i Talmud). Retten og myndigheden til at undervise som rabbi fik de først få som 40-årig. Enkelte skriftkloge var præster, men størstedelen havde et borgerligt erhverv ved siden af som  Paulus, der var teltmager. Arbejdet som skriftklog var ulønnet, og derfor tilhørte de trods deres store betydning den fattigere del af befolkning. Nogle fik dog underhold for deres indsats.

## De skriftkloge som gruppe
De skriftkloge var ikke et egentligt parti eller en religiøs retning som farisæerne, saddukæerne og essæerne, men snarere en stand svarende til vor tids teologer eller jurister, der virkede inden for det jødiske samfund med råd og vejledning til forståelse af skrifterne. I Det Nye Testamente (NT) står de skriftkloge og farisæerne ofte nævnt sammen, men de to benævnelser er ikke nødvendigvis sammenfaldende. De fleste farisæere var ikke skriftkloge, men de farisæiske skriftkloge, som der sandsynligvis hentydes til i NT, var dog en større og mere betydningsfuld gruppe end de saddukæiske skriftkloge.

## De skriftkloge og Jesus
Jesus havde ikke fået uddannelsen, men blev jævnligt kaldt for rabbi og underviste. Johannes gengiver jødernes forundring over dette forhold:
"Hvordan kan han have forstand på Skriften, når han ikke er oplært i den?" Jesus svarede dem: "Min lære er ikke min egen, men hans som har sendt mig" (Joh 7,15-16)
Jesus er flere gange i konfrontation med farisæerne og de skriftkloge, hvad der i dag har givet denne gruppe et negativt eftermæle, trods deres store indsats og vigtige rolle.
Især Matthæusevangeliet (Matt 8,19; 13,52) nævner de skriftkloge sammen med farisæerne, mens Lukasevangeliet fortrinsvis anvender betegnelsen lovkyndige og lovlærere (Luk 5,17; 7,30; 10,25; 11.45 fl.)